# Marionette (Random)
Marionette è un singolo del rapper italiano Random, pubblicato il 27 marzo 2020 come quarto estratto dall'EP Montagne russe.

## Descrizione
Prodotto da Zenit, il singolo è stato realizzato con la partecipazione vocale di Carl Brave.

## Tracce
1. Marionette – 2:54